# Jaguar

Jaguar

Der Jaguar (Panthera onca) ist eine Art aus der Familie der Katzen, die in der Neuen Welt verbreitet ist. Ältere Bezeichnungen für den Jaguar sind Unze, Onze oder Onza. Nach dem Tiger und dem Löwen ist der Jaguar die drittgrößte Katze überhaupt. Sie ist die einzige auf dem amerikanischen Doppelkontinent vorkommende Art der Großkatzen (Pantherinae), da der kleinere Puma taxonomisch den Kleinkatzen zugeordnet wird. Die Fellzeichnung des Jaguars ähnelt jener des in Afrika und Asien lebenden, allerdings wesentlich kleineren und weniger massigen Leoparden. Einst war der Jaguar bis in die heutigen US-Bundesstaaten Kalifornien, New Mexico, Arizona und Texas verbreitet. Heute kommt er fast nur noch in Mexiko, Zentralamerika und der Nordhälfte Südamerikas vor. Die IUCN (International Union for Conservation of Nature and Natural Resources) führt die Großkatze in der Roten Liste derzeit als „potenziell gefährdet“ (Near Threatened).

## Namen und Etymologie
Das Wort Jaguar als Bezeichnung für die Großkatze entstammt der Tupi-Sprache, einer zu den Tupí-Guaraní-Sprachen gehörenden indigenen Sprache Südamerikas. Der alte indigene Begriff yaguar hat in etwa die Bedeutung „der Räuber, der seine Beute mit einem einzigen Sprung erlegt“. Im Guaraní heißt es jaguareté („echter Jaguar“), während das Wort jagua(rá), ursprünglich „fleischfressender Vierfüßler“, nunmehr speziell für den importierten Hund verwendet wird.
In seinen heute noch heimischen Gebieten hat der Jaguar verschiedene spanische und portugiesische Namen: Jaguar, Yaguar, Yaguarete, Otorongo, Jaguarete, „Tiger“ (el tigre) oder „amerikanischer Tiger“. Der portugiesische Name des Jaguars ist onça-pintada oder onça-verdadeira. Schwarze Tiere werden im Deutschen wie schwarze Leoparden umgangssprachlich „Panther“ genannt, in einheimischen Sprachen auch als kuchí kudáu, ming chá oder yagueretehú bezeichnet. Der ähnlich klingende Jaguarundi ist eine Kleinkatze.

## Merkmale

### Körpergröße und Gewicht
Die Kopf-Rumpf-Länge des Jaguars beträgt 112 bis 185 cm, hinzu kommt ein 45 bis 75 cm langer Schwanz. Die Schulterhöhe liegt im Durchschnitt bei etwa 70 cm. Obwohl insgesamt kräftiger und massiger gebaut als der Leopard, ist sein Schwanz deutlich kürzer als der des afrikanisch-asiatischen Verwandten. Das Körpergewicht variiert stark zwischen unterschiedlichen Regionen und schwankt zwischen 36 und 158 kg. Weibchen sind dabei etwa 10–20 % kleiner und entsprechend leichter als männliche Tiere. Darüber hinaus besteht eine ausgeprägte geographische Variation. So sind Jaguare in Nord- und Mittelamerika deutlich kleiner als Jaguare in Südamerika. Männliche Tiere in Belize haben im Schnitt etwa ein Gewicht von 60 kg, während Jaguarmännchen in Venezuela und Brasilien um die 90 bis 100 kg wiegen. Weibliche Jaguare in Brasilien wiegen durchschnittlich fast 80 kg.

### Körperbau und Besonderheiten

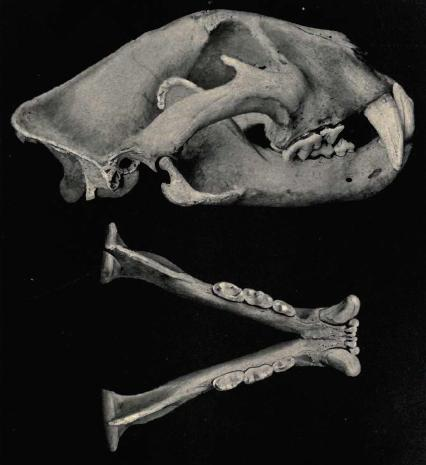
Schädel eines Jaguars mit sichtbar starkem Jochbein sowie Unterkiefer

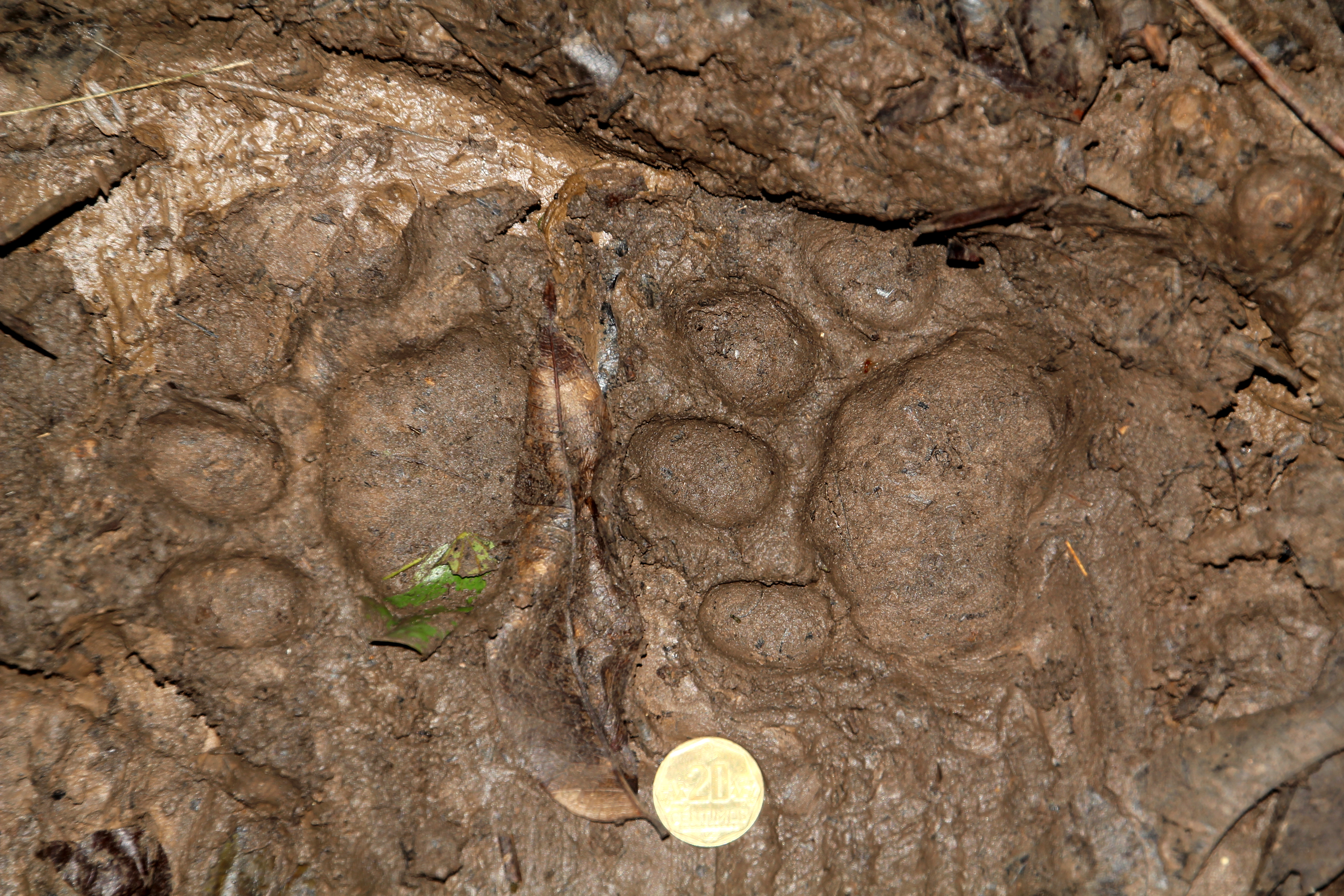
Jaguar-Trittsiegel im Manu-Nationalpark

Im Vergleich mit einem Leoparden hat der Jaguar einen massiveren Körperbau, ist wesentlich schwerer und wirkt in seiner Erscheinung sehr „kompakt“ und kraftvoll. Besonders charakteristisch sind die muskulösen Beine, die etwas kürzer als beim Leoparden sind, der breitere und rundere Kopf der Großkatze und die extrem kräftigen Kieferknochen sowie die äußerst starke Kiefermuskulatur. Der Schädel ist sehr robust. Trotz seiner im Vergleich zum Sibirischen Tiger geringeren Körpergröße verfügt der Jaguar von allen Katzen über das kräftigste Gebiss, mit dem er nicht nur mühelos Schildkrötenpanzer knackt, sondern seine Beute häufig durch einen Biss mit den langen Eckzähnen (Canini) durch die Schädeldecke tötet. Diese Tötungsweise ist für andere Großkatzen nicht belegt, die ihre Beute ersticken oder ihr das Genick brechen. Die Beißkraft eines Jaguars ist zweimal so hoch wie die eines Löwen, und der Jaguar hat nach der Tüpfelhyäne das zweitstärkste Gebiss aller an Land lebenden Raubtiere. Der besonders kräftige Schädel des Tieres stellt vermutlich eine Angepasstheit an das Beutespektrum dar.
Die Vorderpfote im Trittsiegel hat eine Breite von ca. 12 cm und die Hinterpfote von 7,6 cm.

### Fellfärbung und Farbvarianten

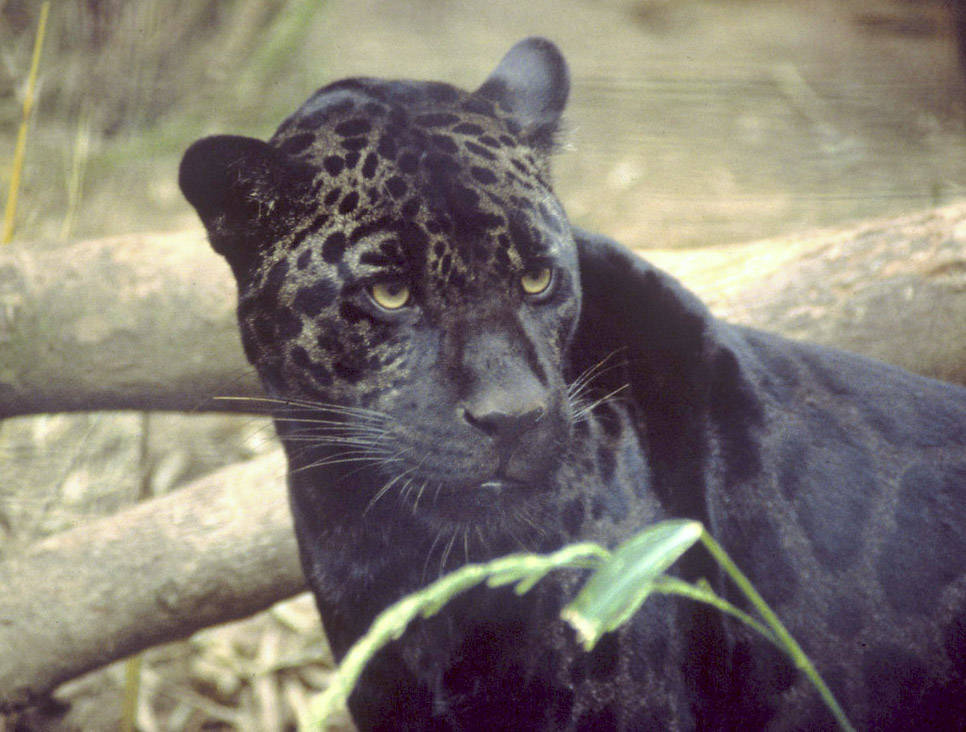
Ein Exemplar mit Melanismus (hier ist die Zeichnung teilweise erkennbar).

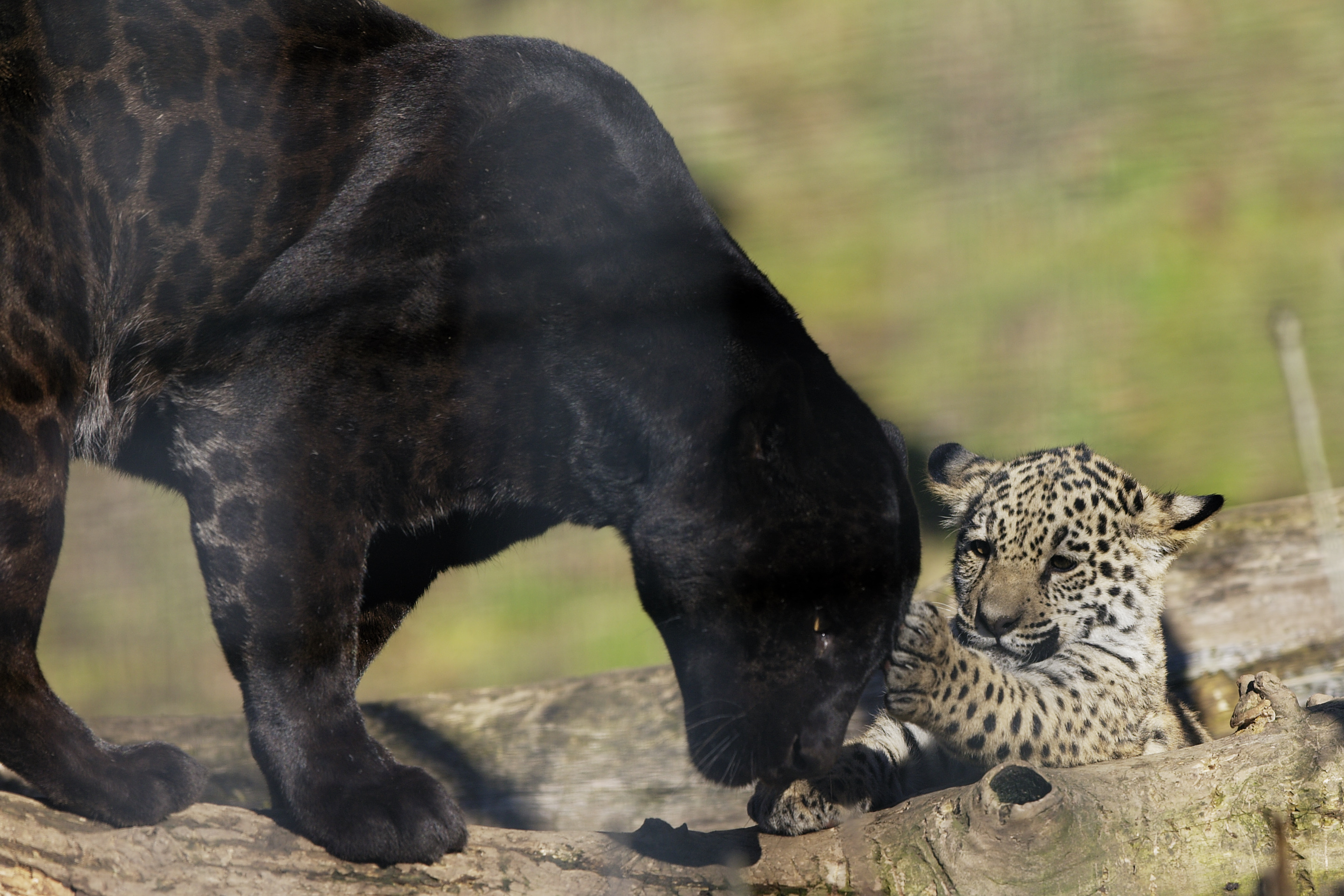
Schwarzes Jaguarweibchen mit normal gefärbtem Jungtier (Zoo Salzburg)

Das Fell des Jaguars ist relativ kurz und nur an Hals, Brust, Bauch sowie den Innenseiten der Pfoten etwas länger. Die Fellgrundfarbe ist ein kräftiges Goldgelb, das manchmal ins Rötliche übergeht. Jaguare, die im Regenwald leben, sind grundsätzlich dunkler gefärbt als Individuen in Savannengebieten. Am Bauch, den Innenseiten der Beine, an der Brust und am Maul ist das Fell jedoch weiß. Die Schwanzunterseite ist ebenfalls weiß, die Schwanzspitze generell schwarz. Der Körper ist mit schwarzen oder auch dunkelbraunen Ringflecken übersät, die manchmal ein oder mehrere kleine Tupfen umschließen. Diese rosettenförmigen Flecken sind viel größer als die des Leoparden. An Kopf, Nacken und Gliedmaßen besteht das Fellmuster aus vollständigen Flecken, die im Brustbereich verlängert sind und häufig zu einer Linie verschmelzen. Die Ohren des Jaguars sind klein und rund und auf der Rückseite schwarz und mit einem hellen, manchmal weißen Fleck versehen, wie er auch beim Tiger zu finden ist.
Wie beim Leoparden ist beim Jaguar Melanismus eine häufige Erscheinung. Bei diesen Schwärzlingen ist bei schräg einfallendem Licht ebenfalls stets das Fleckenmuster zu erkennen. Die Schwärzlinge werden manchmal, wie auch beim Leoparden, als „Panther“ beziehungsweise „Schwarze Panther“ oder, aufgrund des kontinentalen Vorkommens, als „Amerikanischer Panther“ bezeichnet. Neben vollständig schwarzen Tieren kommen gelegentlich auch Tiere vor, die nur zum Teil schwarz sind und daneben helle Stellen besitzen. Albinismus wurde zwar beschrieben, jedoch konnten keine Exemplare mit weißer Fellfärbung gesichtet werden. Die einzige bekannte Großkatze mit weißer Fellgrundfarbe und Zeichnung ist der Bengalische Tiger (Königstiger), wobei es sich hier allerdings um „Teilalbinismus“ (Leuzismus) handelt.
Sind die Elterntiere schwarz und normal gefärbt, kann der Wurf sowohl ein normalfarbiges als auch ein schwarzes Jungtier oder auch nur normalfarbige Junge haben.

## Verbreitungsgebiet und Lebensraum

Verbreitungsgebiet des Jaguars:
ursprünglich (rosa) und heute (rot)

Der Verbreitungsschwerpunkt des Jaguars liegt heute im tropischen, amazonischen Regenwald. Er bevorzugt als Lebensraum dichte Vegetation und die Nähe von Flüssen und Seen. Außerdem gibt es Jaguare in ganz Süd- und Mittelamerika, von Mexiko bis nach Argentinien. Sie waren noch in historischer Zeit im Südwesten der USA verbreitet. Nordwärts erreichte der Jaguar in historischer Zeit mindestens den Grand Canyon, den North Platte River in Colorado, Monterey, California und im Osten Küstengebiete von Louisiana.
Mit zunehmender menschlicher Besiedelung wurde der Jaguar in den USA immer weiter dezimiert, im Jahr 1963 wurde das letzte weibliche Exemplar auf US-Boden geschossen, zwei Jahre später schließlich das letzte männliche Tier. 1969 verbot der Bundesstaat Arizona die Jagd auf Jaguare. 1971 und 1986 tauchten wieder Exemplare in Arizona auf, wurden allerdings von Jägern oder Jagdhunden getötet. Später kam es ab 1996 wiederholt zu Beobachtungen einzelner Tiere in New Mexico und Arizona. Zuletzt wies man 2016 drei verschiedene Jaguare in Arizona nach.
In einem Artikel aus dem Jahr 2021, der von mehreren Experten der Wildlife Conservation Society verfasst wurde, wird festgestellt, dass es sowohl in Arizona als auch in New Mexico große Gebiete für eine mögliche Wiederansiedlung des Jaguars gibt. 2003 wurde das Northern Jaguar Project zum Schutz des Jaguars, das von der gleichnamigen Organisation in Arizona in Zusammenarbeit mit der mexikanischen Organisation Naturalia geleitet wird, gestartet. Es konzentriert sich auf den Schutz der Jaguare, die in der Nähe der Grenze zwischen den Vereinigten Staaten und Mexiko leben. Das Kernstück des Projekts ist das Nördliche Jaguar-Reservat. Das Projekt begann 2003 mit dem Kauf der 10.000 Hektar großen Los Pavos Ranch im Norden Mexikos, nur 201 km südlich der Grenze. Im Jahr 2008 wurde es mit dem Erwerb von Rancho Zetasora auf mehr als das Doppelte seiner Größe erweitert. Beide Ranches sind abgelegen, schwer zugänglich und relativ unberührt, was sie zum perfekten Lebensraum nicht nur für Jaguare, sondern auch für viele andere Tierarten macht. Neben dem Jaguar kommen hier auch Pumas, Rotluchse und Ozelots vor. Das Projekt konzentriert sich auch auf die Bemühungen, eine stabile Jaguar-Population im Nordwesten Mexikos zu schaffen. Langfristig soll der Jaguar jedoch auch in den Südwesten der Vereinigten Staaten zurückkehren. Das Potenzial für eine solche Wiederansiedlung wird als hoch eingeschätzt, da allein 30 % von Arizona als geeigneter Lebensraum für den Jaguar gelten.
Da Jaguare, wie auch Tiger, sehr anpassungsfähig sind, kommen sie in verschiedensten Lebensräumen vor, die genügend Deckung, Beutetiere und Wasserzugang bieten. Zu den Lebensräumen zählen tropische Regenwälder, Trockenwälder, Savannen, Pampasgebiete, Buschland, Sumpfgebiete und auch Halbwüsten. Allerdings bevorzugen Jaguare feuchte und ufernahe Lebensräume und sind dort häufig an Flussläufen anzutreffen. Sie finden in diesen Bereichen nicht nur Beutetiere, sondern verbringen auch ihre Ruhezeit an Uferplätzen. Es gibt jedoch Berichte über Sichtungen, denen zufolge vereinzelte Jaguare in höheren Gebirgslagen, beispielsweise auf Costa Rica, in einer Höhe von bis zu 3800 m angetroffen wurden. In den Anden kommen Jaguare ab einer Höhe von 2700 m hingegen nicht mehr vor. Generell wird angenommen, dass sich Jaguare eher schlecht auf kältere klimatische Regionen einstellen können.

## Lebensweise
Die Kenntnisse über Verhalten und Lebensweise des Jaguars sind unvollständig. Sie basieren vorwiegend auf mit Sendehalsbändern versehenen Exemplaren oder direkten Beobachtungen. Die Schwierigkeit besteht insgesamt darin, dass Jaguare schwer zu fangen sind, um sie mit Sendehalsbändern zu versehen, und die Großkatze zudem sehr zurückgezogen lebt.
Sie sind Einzelgänger, die in Abhängigkeit von möglicher Beute feste Reviere von mindestens 25 bis 150 Quadratkilometern beanspruchen. Es gibt aber auch Berichte über Reviere von 15 bis 800 Quadratkilometern. Die Territorien der Männchen überlappen mit denen von Weibchen. Allerdings kann dies auch bei männlichen Tieren der Fall sein, die sich aber in der Regel rechtzeitig aus dem Weg gehen, bevor es zu ernsthaften Revierstreitigkeiten kommt. Die Reviere werden, wie bei anderen Großkatzen auch, durch Urin oder Kratzspuren an Bäumen gekennzeichnet. Die Einzelgänger finden wie alle Großkatzen (mit Ausnahme des Löwen) nur zur Paarung zusammen.
Trotz ihres schweren Körperbaus können sie sehr gut klettern. Jungtiere klettern nachgewiesenermaßen häufiger als erwachsene Tiere. Aufgrund ihres Beutespektrums sind sie sehr gute Schwimmer. Der Jaguar durchschwimmt auch Flüsse über längere Strecken, eine Eigenschaft, die sonst so nur beim Tiger anzutreffen ist. Untersuchungen mit Hilfe der Radiometrie stellten fest, dass Jaguare außerdem durchaus tagaktiv sind. Sie verbringen dennoch 40 bis 50 Prozent des Tages ruhend.
In der von regelmäßigen Überflutungen betroffenen Várzea, der Gegend um die Flussufer zum Amazonas und Solimões, ziehen sich die Jaguare bei hohem Wasserstand in die Bäume zurück und nehmen für diese drei bis vier Monate dauernde Zeit eine arboreale (baumbewohnende) Lebensweise an. Mit einem Maximalgewicht von 50 kg sind die Jaguare der Várzea deutlich leichter als viele ihrer Artgenossen. Nicht zuletzt aufgrund des Stellreflexes von Katzen haben Jaguare kaum Verletzungen bei Sprüngen oder Stürzen von Bäumen zu befürchten.

### Ernährung

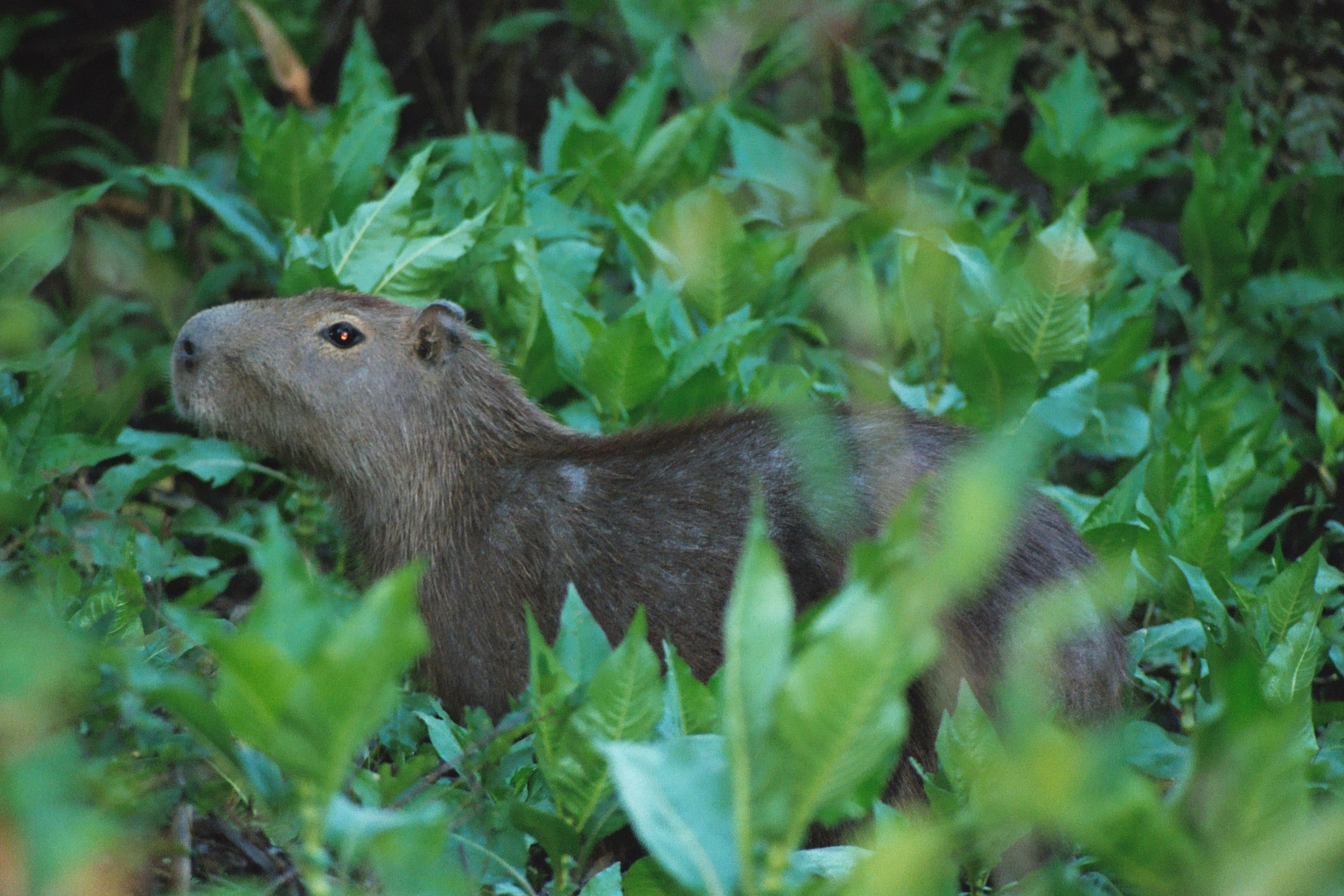
Capybara in der bolivianischen Pampa

Die Beutetiere des Jaguars sind sehr vielfältig. Ihm werden bis zu 85 Beutetierarten zugeordnet. Die wichtigsten sind größere Säugetiere, wie Hirsche, Pekaris (Nabelschweine), Tapire, Capybaras, Pakas, Gürteltiere und Agutis. Baumtiere wie Affen oder Faultiere und Vögel fallen der Katze seltener zum Opfer. In Gewässernähe erbeuten Jaguare Wasservögel, Fische und kleinere Kaimane. Bevorzugte Hauptbeutetiere sind jedoch das Pekari und das in der Regel zwischen 50 und 61 Kilogramm schwere Capybara, das größte lebende Nagetier. Durch den Rückgang und die Zerteilung (Fragmentierung) ihres natürlichen Lebensraumes infolge der Ausbreitung des Menschen und seiner Farmen und der Viehwirtschaft reißen Jaguare auch häufiger Vieh wie Rinder oder Schweine. Letztendlich ist der Jaguar aber in seinen Nahrungsgewohnheiten ebenfalls sehr anpassungsfähig und frisst nahezu alles, was er überwältigen kann.
Im Gegensatz zu etlichen Caniden wie Wölfen oder Wildhunden, die ihre Beute mittels Hetzjagd erlegen, sind Jaguare typische Lauerjäger (Ansitzjäger). Sie sind auch keine schnellen Sprinter wie der Gepard, sondern pirschen sich wie die übrigen großen oder kleinen Katzen lautlos und möglichst nahe an ihre Beute heran oder lauern ihr auf. Nach einem kurzen Spurt wird die Beute zu Boden gerissen und mit einem Biss in den Hals, die Kehle oder den Schädel getötet. Der Biss in den Schädel des Beutetieres erfolgt meist in der Nähe der Ohren. Häufig finden sich bei den Überresten von Beutetieren auch ausgerenkte oder zermalmte Halswirbel. Darüber hinaus sind Jaguare durch ihre kräftige Schädelstruktur und starke Kiefermuskulatur in der Lage, gut gepanzerte Reptilien wie Schildkröten zu öffnen. Zahlreiche Überreste von gefundenen Schildkrötenpanzern lassen vermuten, dass der Jaguar eine Vorliebe für diese Reptilien hat. Dies ist bereits durch fossile Carapax-Funde im Verbreitungsgebiet des Jaguars aus dem Pleistozän bekannt, die zum einen Bissspuren von Großkatzen aufweisen und die zusammen mit fossilen Jaguar-Knochen gefunden wurden. Seine Vorliebe für Schildkröten, aber auch Kaimane, Fische und Wasserschweine ist vermutlich der Grund, weshalb der Jaguar die Nähe von Gewässern bevorzugt.
Innerhalb seines Lebensraums auf dem amerikanischen Kontinent nimmt der Jaguar die Rolle eines Spitzenprädators, also eines Prädators, der in seinem Ökosystem allein an der Spitze der Nahrungspyramide steht, ein.

### Fortpflanzung und Entwicklung

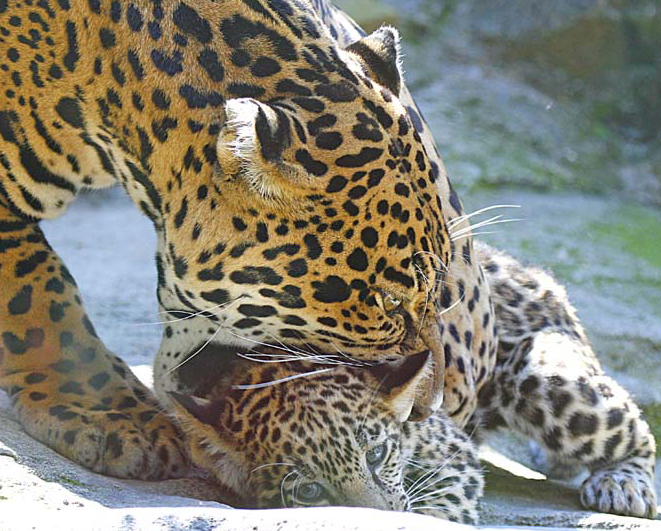
Jaguarmutter, die ihr Junges aufnimmt

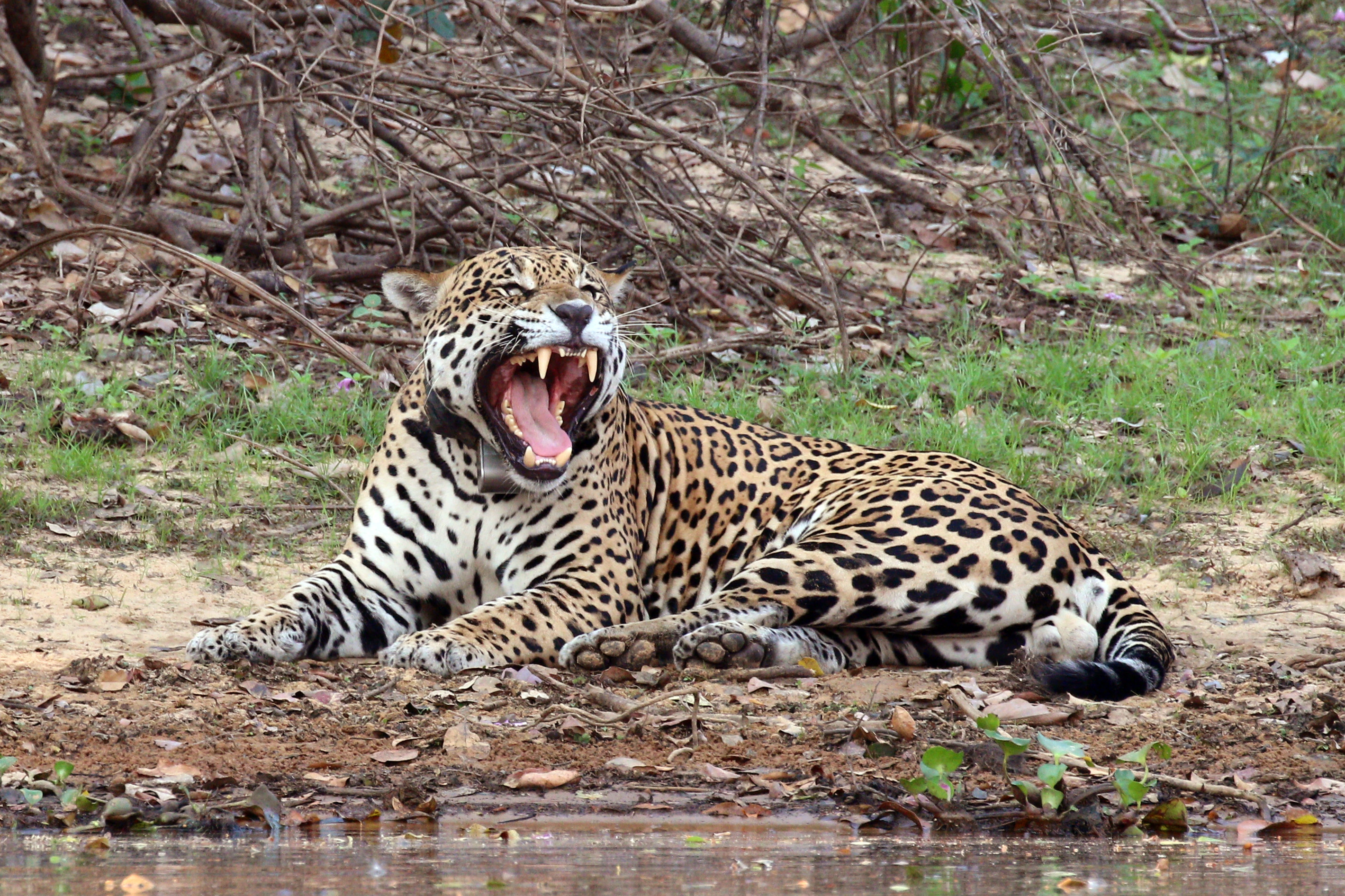
Männlicher Jaguar am Rio Negro

Die Paarungszeit des Jaguars dauert das ganze Jahr an. In den nördlichen Verbreitungsgebieten ist sie auf die Zeit von Ende November bis Ende Januar eingeschränkt. Die Tragzeit beträgt in etwa 100 Tage und entspricht im Durchschnitt der anderer Großkatzen. Ein Wurf hat eines bis vier Jungtiere, meist jedoch zwei. Die Jungen kommen meistens im April oder Juni zur Welt. Ihr Geburtsgewicht liegt zwischen 700 und 900 Gramm.
Als Geburtsort wählt das Jaguarweibchen einen geschützten Platz, wie etwa eine Höhle oder einen hohlen, alten Baumstamm. Die Jungen werden hilflos und blind und mit weichem, bereits deutlich geflecktem Fell geboren, ihr Gesicht weist schwarze Streifen auf. Die Augen öffnen sie nach etwa 13 Tagen. Die Aufzucht der Jungen nimmt vor allem die Mutter wahr, gelegentlich auch der Vater. Zwischen dem 9. und 19. Tag brechen die unteren Schneidezähne durch, die oberen nach 11 bis 23 Tagen. Die unteren Eckzähne (Canini) folgen nach 30 Tagen und die oberen nach 36 bis 37 Tagen. Das bleibende Gebiss entwickelt sich analog dem anderer Katzen. So beginnen junge Jaguare bereits in der 10. bis 11. Lebenswoche mit der Nahrungsaufnahme von Fleisch, werden jedoch weiterhin – bis zu fünf oder sechs Monate – gesäugt. Nach sechs Wochen ist der Nachwuchs etwa so groß wie eine erwachsene Hauskatze und beginnt, seinen Eltern auf Streifzügen zu folgen. Mit etwa sieben Monaten haben sie die vollständige Fellfärbung eines erwachsenen Tieres. Die Jungtiere verlassen ihre Familie ab einem Alter von etwa einem bis zwei Jahren. Wie auch beim Tiger kommt es vor, dass zwei Jungtiere zusammen die Eltern verlassen, um nach einem eigenen Revier zu suchen. Geschlechtsreif werden weibliche Jaguare mit zwei bis drei Jahren, männliche Tiere mit drei bis vier Jahren etwas später.
Die Lebenserwartung beträgt im Schnitt 10 bis 12 Jahre in der Wildnis und 20 bis 22 Jahre in Gefangenschaft.

### Natürliche Feinde
Als Spitzenprädator hat der Jaguar in seinem Verbreitungsgebiet außer dem Menschen keine natürlichen Feinde. Kommen Jaguare und Pumas in derselben Region vor, jagen Pumas kleinere Tiere und meiden die Wassernähe und damit den Jaguar. Beide Katzen gehen sich damit aus dem Weg und werden so einander nicht gefährlich. Dies entspricht in etwa der Verhaltensweise von Leoparden und Tigern in Asien, wo es jedoch zu gelegentlichen Übergriffen kommt.
Bei Revierüberlappung mit dem kleineren Ozelot gilt dies nicht, beide Tiere teilen denselben Lebensraum. Beschrieben wurden Todesfälle, in denen ausgewachsene Jaguare den Kampf gegen einen Artgenossen verloren oder durch Giftschlangen starben.
Letzteres kommt nicht sehr häufig vor. Junge Jaguare können hingegen aufgrund ihrer Unerfahrenheit in Kämpfen und bei der Beutejagd auch Opfer anderer Jaguare, von Anakondas, Krokodilen, Pumas oder sogar einer Pekari-Herde werden.

## Evolution und Systematik
Jaguar, Löwe, Tiger und Leopard bilden innerhalb der Gattung Panthera eine gemeinsame Klade, aus der der Jaguar als erste Abspaltung hervorging. Die ältesten eindeutigen Fossilien von Jaguaren datieren in das ausgehende Altpleistozän vor rund 850.000 Jahren und stammen aus Nordamerika, etwa aus der Hamilton Cave in West Virginia. Sie werden zu Panthera (onca) augusta gestellt. Ursprünglich wurden auch zahlreiche Funde des Alt- und Mittelpleistozäns aus Europa und Asien dem Jaguar zugeschlagen. Sie repräsentieren die ausgestorbene Großkatze Panthera gombaszoegensis, welche teilweise auch unter dem Trivialnamen „Europäischer Jaguar“ bekannt ist. Mitunter auch als Unterart des Jaguars angesehen, ergaben phylogenetische Untersuchungen aus dem Jahr 2022 jedoch eine nähere Beziehung zum Tiger. Gleiches kann für einige wenige Funde aus Afrika angenommen werden.
Einige Unterarten des Jaguars wurden aufgrund ihrer Verbreitungsgebiete beschrieben, doch konnten diese nicht durch genetische Analysen bestätigt werden. Bei verschiedenen Jaguaren, die aus dem Gebiet zwischen Mexiko und Südbrasilien stammten, konnten keine deutlichen genetischen Unterschiede zwischen den verschiedenen Populationen festgestellt werden.

## Bestand und Schutz
Wie alle Bestandsangaben zu Wildtieren, sind auch die zum Jaguar nur ungefähre Angaben, die zwischen 15.000 und 25.000 Exemplaren liegen, wobei sich die größte Populationsdichte auf das Amazonasbecken und vor allem auf das südlich davon gelegene durch die UNESCO zum Welterbe erklärten Pantanal beschränkt. Das Pantanal ist mit 230.000 km² eines der größten Binnenland-Feuchtgebiete und liegt hauptsächlich in Brasilien, kleine Anteile in den angrenzenden Ländern Paraguay und Bolivien. Das Cockscomb Basin Wildlife Sanctuary in Belize wurde 1984 als erstes Schutzgebiet für Jaguare in Mittelamerika gegründet. In diesem ca. 150 km² großen Regenwaldgebiet leben schätzungsweise 200 Jaguare.

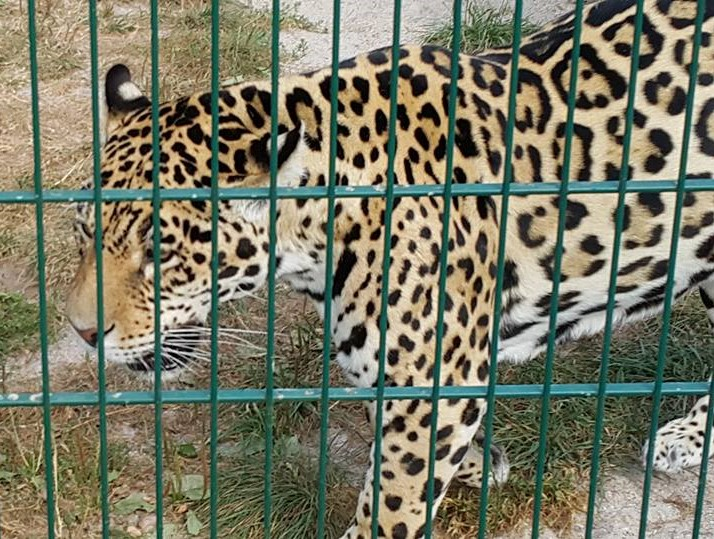
Jaguar im Zoo Saarbrücken

Durch die zunehmende Zerstörung der Regenwälder und die damit verbundene Ausbreitung des Menschen wird der Jaguar als Viehräuber gejagt. Sein natürlicher Lebensraum hat sich in den letzten Jahrzehnten durch Forstwirtschaft, Landwirtschaft und Bergbau um fast 50 % verringert. Aus vielen Gebieten ist er bereits völlig verschwunden. In den 1960er Jahren wurde der Jaguar besonders stark bejagt und es gab Schätzungen, die von bis 15.000 getöteten Tieren allein im Amazonasgebiet ausgingen.
Die Großkatze steht seit den 1970er Jahren auf der Liste der bedrohten Arten des Washingtoner Artenschutz-Übereinkommens (CITES – Convention on International Trade in Endangered Species of Wild Fauna and Flora). Er wird hier im Anhang I aufgeführt, der die unmittelbar bedrohten Arten auflistet und den Handel mit diesen und Teilen der Tiere verbietet. In Europa wird der Jaguar durch eine EG-Verordnung (1158/2012, Anhang A) von 1976 unter Höchstschutz gestellt und ist nach dem Bundesnaturschutzgesetz (BNatSchG) seit 1980 besonders geschützt. Der Handel mit Jaguarfellen ist durch die CITES seit 1973 verboten. Trotzdem werden die Großkatzen weiterhin gewildert, da ihre Felle auf dem Schwarzmarkt sehr hohe Preise erzielen. Der Jaguar ist zwar noch nicht vom Aussterben bedroht, aber trotzdem einer ständig wachsenden Bedrohung ausgesetzt, so dass ein Rückgang der Bestandszahlen festzustellen ist.
In Menschenhand werden Jaguare weltweit in einigen Zoos gehalten. Im Jahr 2020 haben 102 europäische Zoos Jaguare (Russland und französische Überseegebiete mitgezählt) – davon sieben zoologische Gärten in Deutschland – sowie auch im Verbreitungsgebiet (zum Beispiel Tarija und Santa Cruz de la Sierra in Bolivien). Über Privathaltungen gibt es keine Angaben. Die gezielte Zucht im Rahmen des europäischen Erhaltungszuchtprogramms wird vom Chester Zoo in Großbritannien koordiniert.
2009 startete der Naturschutzverein Panthera Corporation das Projekt Paseo del Jaguar (Pfad des Jaguars) um ein zusammenhängendes System von Schutzgebieten und Wanderwegen, das von den USA über Mexiko und Mittelamerika bis nach Südamerika zwischen den Vorkommen zu erhalten, zu schützen und zu schaffen.

## Jaguare in der Kultur

Der Jaguar als Zeichen in der Schrift der Maya

Jaguare im Wappen Guyanas

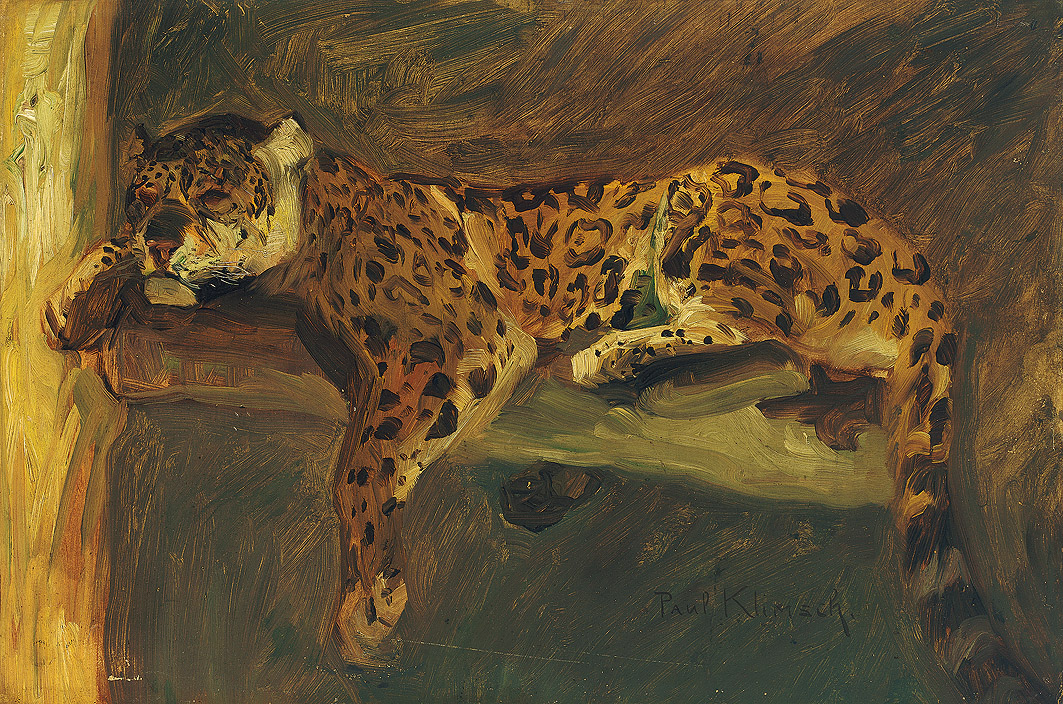
Schlafender Jaguar von Paul Klimsch, vermutlich um 1905 im Zoo Frankfurt gemalt

### Jaguar und Mensch
Es existieren Berichte über Jaguar-Angriffe auf Menschen. In solchen Fällen wurden die Tiere jedoch stark gereizt oder in die Enge und so zur Verteidigung getrieben. Die meisten der Berichte belegen, dass es sich bei diesen Angriffen nur um Verteidigungsangriffe des Tieres gegen den Menschen handelte. Die Angriffe blieben meist ohne Todesopfer. Berichte wie zu menschenfressenden Tigern, Löwen oder Leoparden in Asien oder Afrika gibt es zum Jaguar keine.

### In alten Kulturen

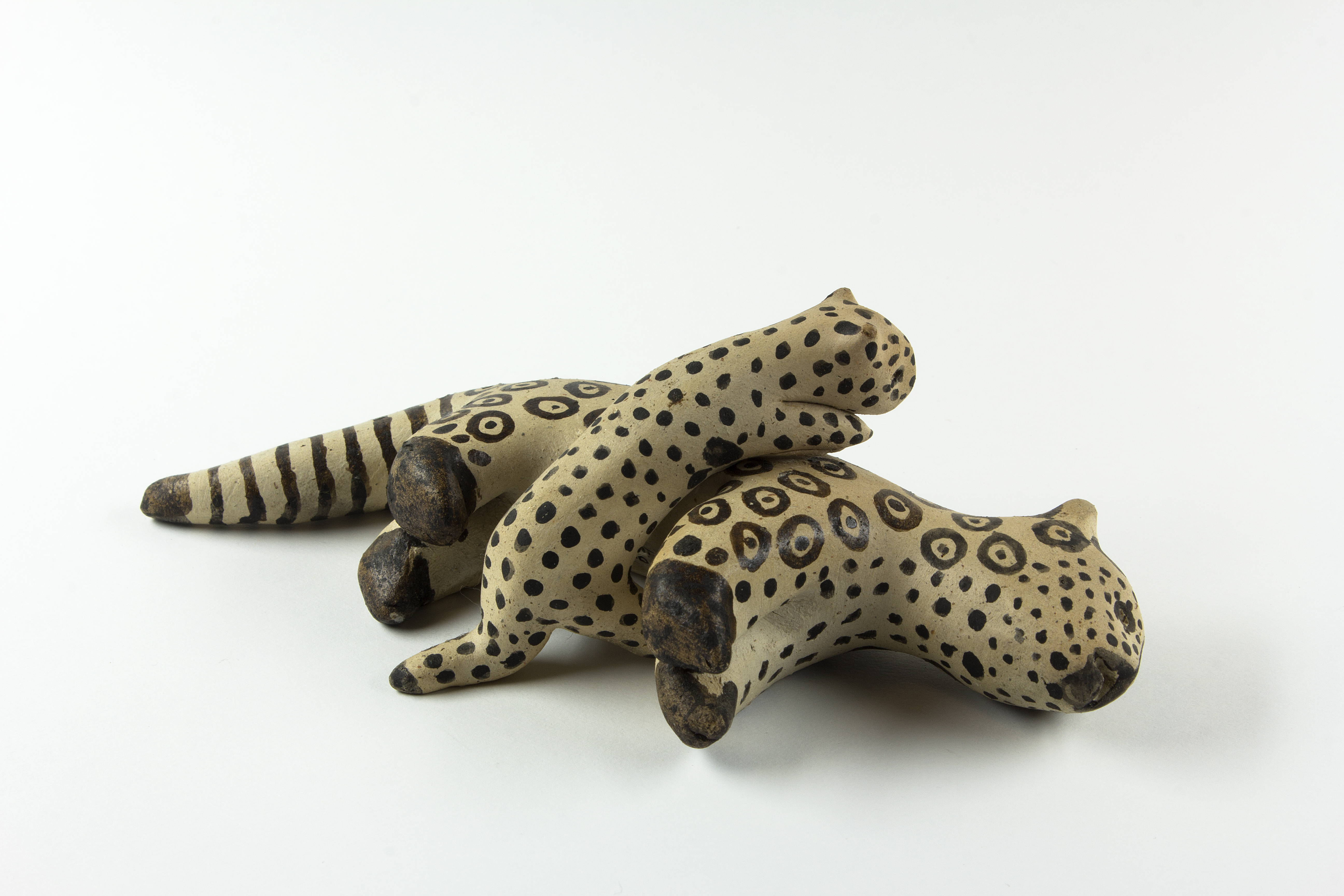
Statuette Karajà

Bei vielen indianischen Völkern hatte oder hat der Jaguar eine bedeutende Rolle in der Mythologie oder sogar als Gottheit. So verehrten die Maya einen Gott in Jaguargestalt (Balam), der als Beherrscher der Unterwelt gesehen wurde. Die Könige der Maya schmückten sich mit Jaguarfellen und Adelsfamilien machten den Jaguar zum Bestandteil ihres Namens. Auch bei den Azteken war eine der obersten Kriegerkasten, die sogenannten Jaguarkrieger, in Felle von Jaguaren gehüllt. Belegt ist die Verehrung der Großkatze durch präkolumbische Kulturen in Peru, Mexiko und Mittelamerika in Form von Steinfiguren, Zeichnungen oder Skulpturen. Die Chavín-Kultur schuf Statuen, die halb Jaguar, halb Mensch waren, während der Jaguar zur gleichen Zeit im Süden von Mexiko als Gottheit verehrt wurde. Hinweise darauf, wie es zu dieser gleichzeitigen Verehrung beziehungsweise Vergöttlichung kam, gibt es seitens der Archäologie keine. Ein weiteres Motiv altertümlicher Kunst ist die Figur des Jaguarmenschen aus der Kultur der Olmeken, die vermutlich eine Gottheit darstellt.

### In der heutigen Kultur
- Der Jaguar ist Wappentier von Guyana.
- Die Flagge des kolumbianischen Departments Amazonas zeigt einen Jäger mit einem Jaguar. Das Tier findet sich auch im Wappen des Departements Córdoba.
- Der Jaguar erscheint auf der brasilianischen Banknote über 50 Reais.
- Die Automarke Jaguar verwendete über den Namen hinaus einen stilisierten Jaguar als Kühlerfigur.
- In der amerikanischen NFL spielt ein Team namens Jacksonville Jaguars.
- Der bekannteste Jaguar des Films ist der rosarote Panther.
- In der mexikanischen Fußballliga Mexican spielt der Club Jaguares de Chiapas.
- Der argentinische Super-Rugby-Teilnehmer heißt Jaguares.
- Die mexikanische Rockband Jaguares nannte sich nach dem Tier.
- 1968 wählte Mexiko den Jaguar zu einem Maskottchen für die Olympischen Sommerspiele.
- Ein Jaguar namens Pandi ist das Maskottchen der Olympischen Jugend-Sommerspiele 2018 in Buenos Aires.
- Die Hauptfigur in Mel Gibsons Film Apocalypto heißt „Pranke des Jaguars“.